# Ernst Wilhelm Fritzsch
Ernst Wilhelm Fritzsch (Lützen} 1840 - Leipzig, 1902) fou un músic alemany. Estudià en el Conservatori de Leipzig i el 1862 fou nomenat violí solo dels concerts del Museu i de l'orquestra del teatre de Berna i més tard fundà a Leipzig una casa editorial i redactà des de 1870 el Musikalisches Wochenblatt. A partir de 1883 dirigí amb Fischer una fàbrica de pianos i adiàfons.

## Trajectòria professional
En 1866 va iniciar la seva activitat editorial després d'adquirir la tenda de música Bromnitz. Va editar obres de músics de la talla de: Peter Cornelius, Edward Grieg, Heinrich von Herzogenberg, Rheinberger, Brahms i Richard Wagner. Com a editor, es va mantindre al marge de la rivalitat de Brahms i Wagner, encara que els admirava tots dos.
Des de 1870 tenia una publicació setmanal, Musikalisches Wochenblatt, on no escrivia però comptava amb la firma d'importants crítics musicals de l'època. Brahms estava subscrit a tal revista i en 1887 la va descriure en una carta a Elitzabeth von Herzogenberg com “la més útil, la menys irritant, quasi diria la millor” de totes les publicacions musicals d'aquell temps.
El primer contacte de Fritzsch amb Brahms va ser en 1871. Com a resposta a una petició que li feren pel Musikalisches Wochenblatt, va enviar el cànon “Töne, lindernder Klang”(Wo028, segona versió). El facsímil del cànon amb la firma de Brahms es va publicar al periòdic el 19 de gener de 1872 i, a partir d'aquest moment fins al final de la seva vida, Brahms i Fritzsch mantingueren correspondència. Però no es conegueren personalment fins al gener de 1874, quan el Musikalisches Wochenblatt començà la publicació d'un treball molt favorable de Hermann Kretzschmar sobre els darrers treballs de Brahms. En 1879, Fritzsch ocuparà la direcció de la redacció.
Fritzsch també va fundar la publicació Blätter für Hausmusik, destinada a publicar obres musicals per ser interpretades a casa. Brahms li envià la cançó “Abendregen” per incloure-la en el primer número de la publicació. Més endavant, en 1881, publicaria també el cànon “Mir lächelt kein Frühling” (Wo0 25) i en 1882 un treball més important, el “Coral Preludi i Fuga Wo0 7”.
De 1871 a 1874, Fritzsch va publicar obres del filòsof Nietzsche però, per raons econòmiques, segons explica en una carta de Nietzsche a Gersdorff de 1874, van interompre la seva relació personal, fins que es retrobaren per casualitat a Leipzig i Fritzsch tornà a ser el seu editor. En octubre de 1887, Fritzsch publicà l'única obra musical de Nietzsche “l'Hymne à la vie”, encara que es va queixar de què el seu editor no li donava suficient publicitat als seus treballs. La seva ruptura definitiva va tenir lloc al publicar Pohl, un wagnerià, al Musikalisches Wochenblatt “La caiguda de Nietzsche”, on feia al·lusió als problemes mentals que patia.
Després de la mort de Fritzsch, la revista va quedar en mans de C.F.W. Siegel, que la va mantindre fins 1910.
Es poden consultar l'edició de les seves obres al següent enllaç amb detalls de l'any de publicació i numeració.
A la correspondència d'Ernst Wilhelm Fritzsch amb Nietzsche trobem 71 cartes, d'especial interés aquella en la qual es descriu el contracte. Podem trobar la carta al següent enllaç.